# Lee So-jung
Lee So-jung (hangul: 이소정), mer känd under artistnamnet Sojung, född 3 september 1993 i Wonju, är en sydkoreansk sångerska. Hon är mest känd som huvudsångaren i tjejgruppen Ladies' Code.

## Karriär
År 2012 deltog Sojung i den allra första säsongen av talangtävlingen The Voice of Korea på TV-kanalen Mnet och slutade bland de åtta bästa.
I februari 2013 meddelade Polaris Entertainment bildandet av den nya tjejgruppen Ladies' Code med Sojung som en av de fem medlemmarna. Den 26 februari släpptes Sojungs individuella teaservideo inför debuten. Hon debuterade med Ladies' Code den 7 mars 2013 i samband med släppet av debutsingeln "Bad Girl" och debutalbumet Code#01. Tillsammans med gruppen släppte hon singeln "Hate You" den 6 augusti 2013. Den 3 september 2013 släpptes även singeln "Pretty Pretty" följt av gruppens andra album Code#02. Den 13 februari 2014 släpptes singeln "So Wonderful". Den 6 augusti 2014 släpptes gruppens femte singel "Kiss Kiss".
Sojung blev allvarligt skadad när Ladies' Code var med om en bilolycka den 3 september 2014 som ledde till att gruppmedlemmarna EunB och RiSe miste livet. Den 22 augusti 2015, nästan ett år senare, deltog Sojung tillsammans med Ashley och Zuny i en minneskonsert i Tokyo i Japan för att hedra både EunB och RiSe. De framförde en ny singel med titeln "I'll Smile Even If It Hurts", en låt som är tillägnad de bortgångna gruppmedlemmarna. Sojung spelade även in en ny version av gruppens låt "I'm Fine Thank You" tillsammans med artister från Polaris Entertainment och som släpptes på ettårsdagen sedan olyckan inträffade.
Tillsammans med de andra två kvarvarande medlemmarna Ashley och Zuny, gjorde Sojung comeback med Ladies' Code som en trio i februari 2016. Den nya singeln "Galaxy" släpptes den 23 februari följt av singelalbumet Myst3ry, samt comeback på Show Champion den 24 februari.

## Privatliv

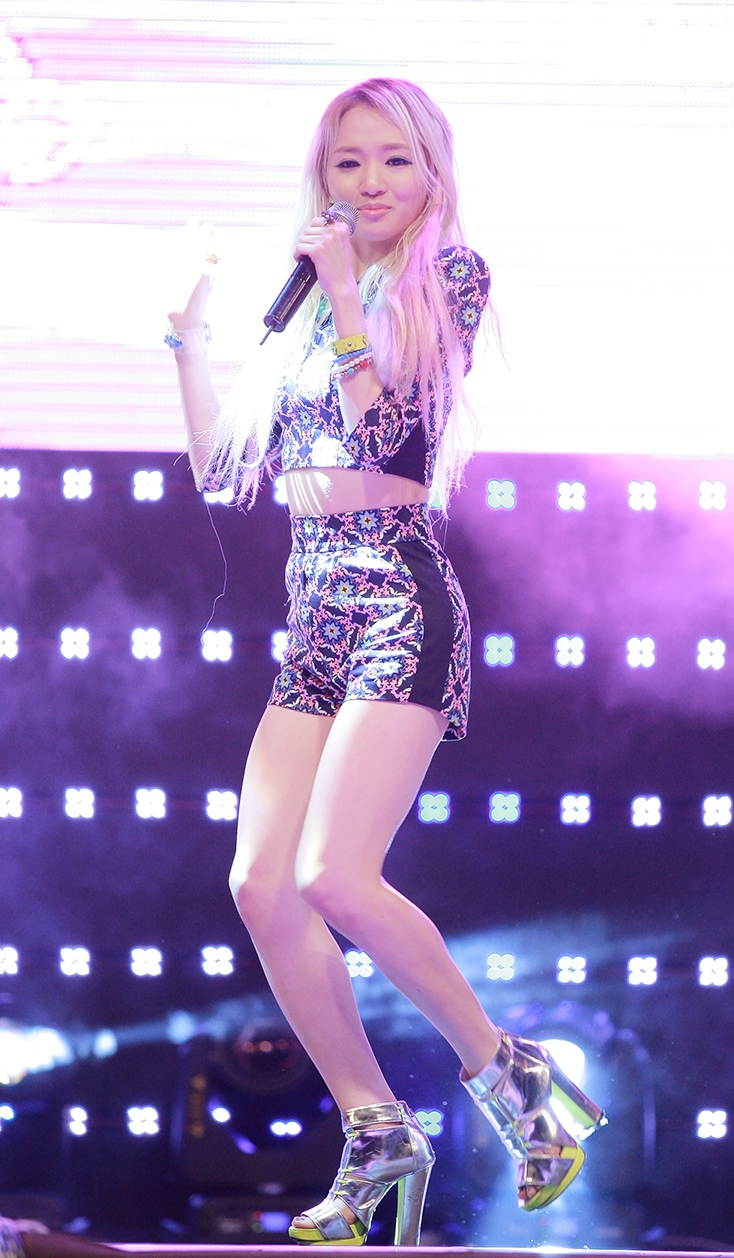
Sojung i oktober 2013

Sojung hade tidigt i sin karriär problem med anorexia. I ett avsnitt av My Love KBS - Introducing Friends avslöjade hon att hon förde en kaloridagbok. Hon ansåg inte att hon var lika vacker som de resterande medlemmarna i Ladies' Code och använde sig därför av en diet som resulterade i att hennes vikt gick ner från 49 till 37 kilo. Vid fotoredigering blev agenturen tvungen att få Sojung att se bredare ut i bilder för att hon inte skulle se ohälsosam ut. Problemen har sedan dess förbättrats efter rådgivning av läkare.
Sojung har under hela sin karriär uppmärksammats för sin unika sångröst. I oktober 2013 framträdde hon för första gången på Immortal Song 2. I november 2013 medverkade hon som sångare i rapparen P-Types nya singel "Twisted" tillsammans med sångaren San E. I juni 2016 medverkade hon som sångare i sångaren Jung Keys nya singel "I Don't Want".
I juli 2016 kommer Sojung tävla mot andra k-popgruppers huvudsångare i talangtävlingen Girl Spirit på TV-kanalen JTBC.

## Bilolycka
Den 3 september 2014, på hennes egen födelsedag, var Sojung med om en bilolycka tillsammans med resten av Ladies' Code då gruppmedlemmen EunB omkom, och ett par dagar senare även RiSe, medan Sojung själv skadades allvarligt men överlevde. Brandkåren bekräftade att Sojung var en av tre gruppmedlemmar medvetslösa inne i fordonet när de anlände till platsen. Hon fördes till St. Vincent Hospital i Suwon där hon behövde genomgå operation på grund av en fraktur. Hon återfick medvetande redan första dagen men läkare avrådde för tillfället att hon skulle få reda på att EunB hade dött. Hon hade däremot förstått sanningen redan innan operationen efter att ha sett anställda iklädda svart.
Efter behandling för att bli stabil nog för operationen opererades hon till slut rum den 5 september för att återställa hennes övre käkben. Sojung var inte närvarande vid EunBs begravningsceremoni som hölls samma dag som hennes operation, men efter att RiSe avlidit var hon med vid RiSes begravningsceremoni den 9 september på Korean University Anam Hospital i Seoul. Hon var tvungen att använda en rullstol då hon fortfarande återhämtade sig från operationen. Det rapporterades att det skulle ta tid för hennes ansiktsben att läka och att även om hon var färdig med operationer var hon tvungen att stanna kvar på sjukhus i ett par veckor.
Efter att ha blivit utskriven från sjukhuset i oktober återvände Sojung till sin hemstad Wonju för att vara med sin familj. Hon behövde besöka sjukhus regelbundet medan skadorna läkte och det rapporterades att hon skulle behöva behandling i upp mot sex månader. Hon behövde även genomgå psykoterapi efter det inträffade. Hon flyttade sedan tillbaka in med Ashley och Zuny i gruppens sovsal och återupptog också sånglektioner.

## Diskografi

### Singlar
| År   | Titel            | Topplacering          |
| År   | Titel            | Sydkorea (Gaon Chart) |
| ---- | ---------------- | --------------------- |
| 2017 | "Better than Me" | —                     |